# Pteromalus ratzeburgii
Pteromalus ratzeburgii är en stekelart som beskrevs av Dalla Torre 1898. Pteromalus ratzeburgii ingår i släktet Pteromalus och familjen puppglanssteklar. Inga underarter finns listade i Catalogue of Life.